# Gemeine Küchenschabe
Die Gemeine Küchenschabe (Blatta orientalis), auch bekannt als Kakerlak(e) im eigentlichen Sinne, Bäckerschabe oder Orientalische Schabe, ist eine Art der Schaben (Blattodea), die vor allem durch ihre Lebensweise in menschlichen Behausungen als Vorratsschädling bekannt ist. Neben der Deutschen Schabe (Blattella germanica) und der Amerikanischen Großschabe (Periplaneta americana) gehört sie zu den weltweit am häufigsten in Haushalten anzutreffenden Schaben, die unter dem Begriff Küchenschaben (Kakerlaken) zusammengefasst werden.

## Merkmale

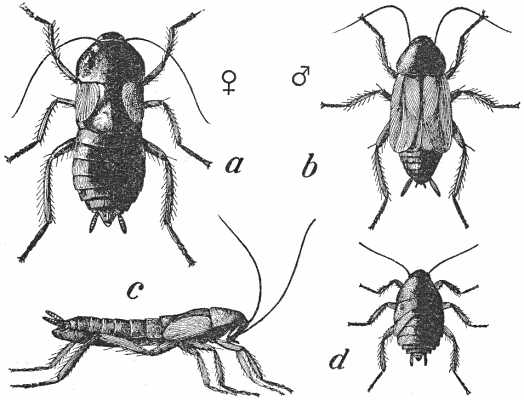
a: Weibchen, b: Männchen, c: Weibchen von der Seite, d: Jungtier

Die Gemeine Küchenschabe erreicht eine Körperlänge von 20 bis 27 (–30) Millimeter. Wie bei fast allen Schaben ist ihr Körper von oben nach unten (dorsoventral) abgeplattet. Er ist einheitlich dunkel gefärbt, von rotbraun oder dunkel kastanienbraun bis hin zu schwarz, immer ohne helle Zeichnungselemente wie Bänder oder Flecken. Die Geschlechter sind an der Ausbildung der Vorderflügel unterscheidbar, die in Ruhestellung flach ausgebreitet auf Rumpf und Hinterleib getragen werden. Diese bedecken beim Männchen den Hinterleib meist zu etwa drei Viertel, maximal erreichen sie die Spitze des Hinterleibs, ohne sie allerdings je zu überragen. Beim Weibchen sind sie rückgebildet zu kurzen, stummelartigen Rudimenten.
Die Gemeine Küchenschabe ist von der Deutschen Schabe meist leicht am markanten Größenunterschied (diese nur bis 16 Millimeter lang), der viel dunkleren Farbe und den kürzeren Flügeln zu unterscheiden. Die langflügeligeren Männchen können mit Großschaben der Gattung Periplaneta wie der Amerikanischen Großschabe verwechselt werden. Diese haben allerdings immer eine gelbe Bindenzeichnung und ihre Flügel überragen die Hinterleibsspitze. Ein sicheres Bestimmungsmerkmal ist hier das Arolium, eine kissenförmige Struktur zwischen den Krallen der Füße, das bei der Gemeinen Küchenschabe immer fehlt; deshalb können diese, anders als andere Schaben, nicht an glatten Glasscheiben hinauflaufen.

## Lebenszyklus
Gemeine Küchenschaben lebten im Labor 35 bis 180 Tage lang (auch ganz ohne Nahrung und Wasser noch 11 bis 14 Tage). Die Art kann unter günstigen Bedingungen ihren Entwicklungszyklus in weniger als sechs Monaten vollenden, unter ungünstigen Bedingungen benötigt sie zwei Jahre dafür. Die imaginalen Schaben paaren sich etwa vier bis neun Tage nach der Häutung zum Adulttier (wobei das Männchen eine Spermatophore appliziert, die nach zwei bis drei Tagen abfällt). Etwa acht bis zehn Tage später produziert das Weibchen die erste Oothek: wie typisch für Schaben werden die Eier in ein Oothek genannten Schutzbehältnis abgelegt, dass das Weibchen eine Zeitlang an der Spitze ihres Hinterleibs mit sich herumträgt und dann an eine günstige, gut getarnte Stelle ablegt. Die in der Oothek abgelegten Eier entwickeln sich unter günstigen Bedingungen binnen etwa 40 bis 50 Tagen, dann schlüpft das erste Jugendstadium (bei Schaben aufgrund der Ähnlichkeit zu den Imagines nicht Larve, sondern Nymphe genannt) aus. Ein Weibchen kann während seines Lebens etwa acht solcher Ootheken produzieren, die jeweils 16 bis 18 Eier enthalten. Die in den Ootheken geschützten Eier können sich auch unter völlig lufttrockenen Bedingungen erfolgreich entwickeln. Die geschlüpften Nymphen häuten sich sieben- bis zehnmal, jeweils unter Größenzunahme, bis das Imaginalstadium erreicht ist; dafür benötigen die Männchen 130 bis 165 Tage und die größeren Weibchen 280 bis 300 Tage. Einige Populationen vermehren sich offenbar ganz ohne Männchen mittels Parthenogenese.

## Verbreitung und Lebensraum
Als Herkunftsregion der Gemeinen Küchenschabe wird eine Region in Nordafrika, dem östlichen Mittelmeerraum oder am Schwarzen Meer vermutet, in der östlichen Mittelmeerregion lebt mit Blatta furcata die einzige andere Art der Gattung. Von hier wurde sie vom Menschen verschleppt und tritt vor allem in Häusern und menschlichen Siedlungen (synanthrop) beinahe weltweit auf, ist also ein Kosmopolit.
Die Art bevorzugt subtropisches Klima und tritt in den eigentlichen Tropen gegenüber anderen Schabenarten zurück. In Ostasien, etwa in Japan oder China, ist sie eher selten und teilweise ganz fehlend. Nach Norden kommt sie bis Nordeuropa und Kanada vor, in kälteren Gegenden jedoch ausschließlich synanthrop. Sie kann auch in Mitteleuropa im Sommer gelegentlich an warmen Stellen im Freien gefunden werden. Die Gemeine Küchenschabe überlebt schwache Fröste, stirbt aber bei Temperaturen unter −10 °C in allen Lebensstadien ab. Sie kann daher in Mitteleuropa kaum im Freien überwintern, aber schon in Westeuropa, mit milderen Wintern, gelingt ihr dies gelegentlich. Sie kommt im wärmeren Südeuropa regelmäßig auch im Freiland vor.
Die Gemeine Küchenschabe ist streng nachtaktiv. Tagsüber verstecken sich die Tiere, meist in größeren Gruppen, in Spalten, zum Beispiel hinter Möbeln oder in Hohlräumen in Wänden oder Fußböden. Sie bevorzugt in Gebäuden in Mitteleuropa feucht-warme Bereiche, sie besiedelt etwa Bäckereien, Brauereien, Hallenbäder, Toiletten, Molkereien, Schlachthöfe, Gastwirtschaften, Großküchen, Wäschereien, zoologische Gärten und landwirtschaftliche Betriebe mit Tierhaltung (vor allem der Schweineproduktion) und ist in normalen Wohnungen seltener; sie kann aber von Vorzugsbereichen, etwa Tierställen, im Sommer regelmäßig in diese vordringen. Sie wurden auch schon in der Kanalisation, in Höhlen und in Bergwerksschächten nachgewiesen. Ihr bevorzugter Temperaturbereich liegt zwischen 20 und 29 °C. In wärmeren Klimaten ist es ihr daher in höheren Stockwerken und Dachböden von Gebäuden meist schon zu warm, sie ist hier mehr im Erdgeschoss und in Kellerräumen anzutreffen. Ihr Luftfeuchtebedürfnis ist nur mäßig, sie benötigt aber besonders bei hohen Temperaturen eine Feuchtequelle. Sie kann Wasserverluste bis zu 30 Prozent ihrer Körpermasse überleben.
In der Ernährung ist die Art Generalist und nicht wählerisch. Wenn erreichbar bevorzugt sie stärkereiche Nahrung.